# Luigi Giannella
Luigi Giannella (Barletta, 10 maggio 1914 – Bari, 17 gennaio 2007) è stato un militare e aviatore italiano.
Pilota pluridecorato di grande esperienza della Regia Aeronautica, fu un Asso dell'aviazione italiana durante la seconda guerra mondiale, riportando al suo attivo 12 vittorie individuali  e 14 in collaborazione.

## Biografia
Nacque a Barletta il 10 maggio 1914, figlio di Vito. Animato da una grande ed irrefrenabile passione per il volo si arruolò nella Regia Aeronautica divenendo pilota militare. Assegnato inizialmente alla 92ª Squadriglia, 8º Gruppo del 2º Stormo Caccia Terrestre, passò poi in forza alla 84ª Squadriglia, di cui fu anche comandante, del 10º Gruppo del 4º Stormo Caccia Terrestre. 
Durante la seconda guerra mondiale combatte nei cieli di Jugoslavia, Malta, Africa settentrionale  e Sicilia.
Il 27 settembre 1941 prende parte all'Operazione Halberd con uno dei 14 Aermacchi C.200 Saetta del X Gruppo spostati dall'Aeroporto di Catania-Fontanarossa all'Aeroporto di Trapani-Milo. Tra i piloti comandati dal Magg. Edoardo Travaglini vi erano anche il Cap. Franco Lucchini ed il Serg. Amleto Monterumici. Giannella al rientro esegue un ammaraggio e si salva a nuoto.
Al termine del conflitto risultava decorato con tre Medaglie d'argento, una Croce di guerra al valor militare e con la Croce di ferro di seconda classe tedesca, insignito del titolo di Cavaliere dell'Ordine della Corona d'Italia, e citato all'ordine del giorno sul Bollettino di Guerra n.1137 del Comando supremo del 6 luglio 1943. Le sue imprese furono celebrate sui quotidiani dell'epoca, e gli furono ufficialmente accreditare 12 vittorie individuali e 14 in collaborazione, conseguite volando a bordo dei caccia Macchi M.C.200, C.202 Folgore e C.205 Veltro. Decimo pilota nella classifica degli assi italiani della seconda guerra mondiale, dopo l'armistizio dell'8 settembre 1943, il 19 novembre dello stesso anno fu collocato in congedo con il grado di capitano. 
In seguito terminò la carriera militare con il grado di colonnello, morendo a Bari nel 2007.
Il 17 gennaio 2008 la rotonda che fronteggia Piazza Armando Diaz sul Lungomare di Bari è stata intitolata con il suo nome.

### Annotazioni
1. ↑  Bollettino di Guerra n.1137 del 6 luglio 1943: Il porto di Biserta è stato attaccato e bombardato da formazioni germaniche. Località della Sicilia, tra le quali Messina, Catania e Marsala, sono state obiettivo di incursioni che hanno fatto danni e vittime in limitata misura. L'aviazione dell'Asse e le artiglierie della difesa contrastavano efficacemente l'attività avversaria: cacciatori nazionali, fra i quali si distinguevano quelli del 161º Gruppo al comando del capitano Giovanni Porcu da Alessandria, abbattevano 22 apparecchi; altri 15 venivano distrutti dalla caccia tedesca e 14 dal tiro delle batterie contraeree. Dalle operazioni di guerra degli ultimi 3 giorni, 4 nostri velivoli non sono ritornati alle basi. Nelle azioni di guerra degli ultimi giorni si sono particolarmente distinti i seguenti ufficiali piloti del 4º Stormo: capitano Franco Lucchini da Roma, capitano Carlo Piccolomini Clementi Adami da Siena, capitano Luigi Giannella da Barletta, tenente Vittorino Daffara da Milano, tenente Alvaro Querci da Lucca, tenente Mario Mecatti da Perugia.
2. ↑  Ma al quinto posto nelle lista dei soli abbattimenti conseguiti tra il giugno 1940 e il settembre 1943.

### Fonti
1. 1 2 3 4 5 6  Apostolo, Massimello 2000, p. 86.
2. 1 2 3  Dunning 1988, p. 23.
3. 1 2 3  Dunning 1988, p. 24.
4. 1 2 3  Dunning 1988, p. 25.
5. 1 2  Istituto del Nastro Azzurro n.3, maggio-giugno 2008, p. 26.

### Periodici
- Ramella Bagneri Grato, Istituto del Nastro Azzurro, n. 3, Roma, Istituto del Nastro Azzurro, maggio-giugno 2008,  p. 36.